# Vernoniopsis caudata
Vernoniopsis caudata là một loài thực vật có hoa trong họ Cúc. Loài này được (Drake) Humbert miêu tả khoa học đầu tiên năm 1955.